# 比約納特崖
74°58′S 135°9′W / 74.967°S 135.150°W
比約納特崖（英語：Björnert Cliffs）是南極洲的山崖，位於瑪麗伯德地的麥當勞高地北部，該山崖根據美國地質調查局的測量和美國海軍的空中照片被繪入地圖。